# Piers Morgan
Piers Stefan Pughe-Morgan (* 30. března 1965 Reigate) je britský novinář, moderátor a spisovatel.

## Život a kariéra
Narodil se v roce 1965 v hrabství Surrey v Jižní Anglii do rodiny zubaře irského původu. Vystudoval žurnalistiku na Harlow College ve městě Harlow. Svou kariéru novináře začal v roce 1988 v britském bulvárním deníku The Sun. V roce 1994 se stal editorem deníku News of the World Ruperta Murdocha. Od roku 1995 působil v Daily Mirror.

## Televizní kariéra
Od 90. let působil řadě televizních pořadů. V roce 2006 se stal porotcem televizní soutěže Amerika má talent. Od roku 2007 byl porotcem i Británie má talent. Byl moderátorem debatní pořadů v televizích CNN a ITV. Od roku 2022 je moderátorem debatního pořadu Piers Morgan Uncensored.